# Maite Arroitajauregi
Maite Arroitajauregi Aranburu, musicalmente conocida como Mursego, (Éibar, 1977) es una compositora e intérprete española.

## Trayectoria
Graduada en violoncelo por la Escuela de Música de Vitoria, ha participado como violonchelista en otros proyectos musicales del País Vasco, como Japan Gora, Napoka Iria, Kokein, Miztura, Lisabö, Kashbad, Anari o Manett. Entre los elementos que utiliza en sus composiciones, además del chelo, se encuentran el loop station, chiflo, platillos chinos, flauta de émbolo, theremín, pandereta, ukelele, autoarpa, rimas, palmas y voz. 
Aunque su principal formación proviene de la música clásica, también ha recibido influencia de grupos de música popular y rock, como Hello Cuca, Lidia Damunt, Fugazi, Pixies, Sonic Youth, Atahualpa Yupanqui, Víctor Jara, Mikel Laboa, Matt Elliott... También ha compuesto la banda sonora de diversos proyectos cinematográficos.

## Obra

### Mursego
- 2009 – Bat
- 2010 – Bi
- 2013 – Hiru
- 2013 – Mursegokeriak (rarezas)
- 2017 – 100% Oion[4]

### Bandas sonoras
- 2012 – Invisible.[5]
- 2013 – Emak Bakia.[6]
- 2015 – Amama, dirigida por Asier Altuna.[7]
- 2015 – Habitar.[8]
- 2017 – Morir.[9]
- 2020 – Akelarre, dirigida por Pablo Agüero.[10]
- 2022 – Black is Beltza.[11]
- 2022 – La Consagración de la Primavera.[12]

### Documentales / Danza
- 2018 – Mutu.[13]
- 2020 – Arzak since 1897.[14]
- 2022 – Altsasu (GAU HURA).[15]

## Reconocimientos
- 2021 Premio Goya a la mejor música original para Akelarre (Pablo Agüero, 2020) junto con Aránzazu Calleja.[16]
- 2021 Premio Platino a mejor música Original para Akelarre ( Pablo Agüero, 2020) junto con Aránzazu Calleja.[17]
- 2021 Premio Txopitea eta Parkea.[18]
- 2023 Nominada junto a Aránzazu Calleja a los Premios Goya a Mejor Canción y Mejor Música Original por Irati (Paul Urkijo,2023)